# Hacks
Hacks es una serie de televisión estadounidense del género comedia dramática creada por Lucia Aniello, Paul W. Downs y Jen Statsky que se estrenó el 13 de mayo de 2021 en HBO Max. Es protagonizada por Jean Smart, Hannah Einbinder y Carl Clemons-Hopkins.
En junio de 2021, HBO Max renovó la serie para una segunda temporada. En junio de 2022, HBO Max la renovó para una tercera temporada; y en mayo de 2024, fue renovada por una cuarta, que se estrenó el 10 de abril de 2025. En mayo de 2025, fue renovada para una quinta.
La serie ha recibido el aclamo de las críticas y ha ganado numerosos premios, incluido el Premio Primetime Emmy a la mejor serie de comedia en 2024, tres premios Primetime Emmy a la mejor actriz principal en una serie de comedia (para Jean Smart); así como el premio Globo de Oro a la mejor comedia por su primera y tercera temporadas.

## Argumento
Deborah Vance es una diva legendaria de la comedia stand-up de Las Vegas, que intenta mantener la relevancia mientras el director del casino donde actúa intenta reducir las fechas de sus actuaciones. Ava es una escritora de comedia de la Generación Z que no puede encontrar trabajo debido a que fue "cancelada" por un tuit polémico que publicó. Ambas se unen a regañadientes para refrescar el material de Vance y aprender a respetar sus diferencias.

## Reparto

### Principal
- Jean Smart como Deborah Vance, una comediante legendaria de Las Vegas
- Hannah Einbinder como Ava Daniels, una escritora de comedia con mala suerte
- Carl Clemons-Hopkins como Marcus, director de operaciones de Deborah
- Paul W. Downs como Jimmy, el mánager de Deborah y Ava (temporada 3–4, recurrente 1-2)
- Megan Stalter como Kayla, asistente de Jimmy (temporada 3–4, recurrente 1-2)
- Rose Abdoo como Josefina, ama de llaves de Deborah (temporada 3–4, recurrente 1-2)
- Mark Indelicato como Damien, asistente personal de Deborah (temporada 3–4, recurrente 1-2)

### Recurrentes
- Kaitlin Olson como Deborah "DJ" Vance Jr., hija de Deborah
- Poppy Liu como Kiki, la crupier personal de blackjack de Deborah
- Lauren Weedman como la alcaldesa de Las Vegas
- Lorenza Izzo como Ruby, la exnovia de Ava
- Jane Adams como Nina, la madre de Ava
- Christopher McDonald como Marty Ghilain, director ejecutivo del Palmetto Casino (temporadas 1–4)
- Johnny Sibilly como Wilson, un trabajador de mantenimiento del agua al que se llama frecuentemente a la mansión de Deborah. (temporadas 1–3)
- Joe Mande como Ray, trabajador del hotel The Palmetto (temporadas 1)
- Nina Tarr como Fabriziana, asistente de Ruby (temporadas 1–2)
- Angela Elayne Gibbs como Robin, la madre de Marcus (temporadas 1–2)
- Helen Hunt como Winnie Landell, jefa de Ava y Deborah (temporadas 3–4)
- Dan Bucatinsky como Rob, un productor ejecutivo del "Late Show" (temporadas 3–4)
- Michaela Watkins como Stacey, una empleada de recursos humanos del estudio (temporada 4)

### Invitados
| - Jefferson Mays como TL Gurley, un anticuario que le guarda rencor a Deborah - Jeff Ward como George, un hombre con el que Ava conoce y se une - Louis Herthum como Dennis, el padre de Ava - Anna Maria Horsford como Francine, una comediante veterana que es amiga de Deborah. - Chris Geere como una productora de televisión británica que entrevista a Ava - Kirby Howell-Baptiste como una productora de televisión británico que entrevista a Ava - Martha Kelly como Barbara, trabajadora de recursos humanos (temporada 2) - Ming-Na Wen como Janet Stone, representante de talentos y rival de Jimmy (temporada 2) - Laurie Metcalf como "Weed" / Alice (temporada 2) - Wayne Newton como él mismo (temporada 2) - Margaret Cho como ella misma (temporada 2) - Harriet Harris como Susan, una vieja amiga de Deborah (temporada 2) - Susie Essman como Elaine Carter, un director y viejo amigo de Deborah (temporada 2) - Devon Sawa como Jason (temporada 2) - Jessica Chaffin como Jill (temporada 2) - Deidre Hall como Sra. LuSaque (temporada 3) - Tim Bagley como Reggie (temporada 3) - George Wallace como él mismo (temporada 3) | - Dylan Gelula como Mirya, guionista de Deborah (temporada 3) - Carrot Top como ella misma (temporada 3) - Tony Goldwyn como Bob Lipka (temporada 3–4) - Jordan Gavaris como Logan, guionista de Deborah (temporada 3) - Christina Hendricks como una jugadora de golf republicana (temporada 3) - J. Smith-Cameron como Kathy Vance, hermana de Deborah (temporada 3) - Luke Macfarlane como Brad (temporada 3) - Rachael Taylor como Alexis (temporada 3) - Stephen Tobolowsky como Henry Weeks (temporada 3) - Mario Cantone como él mismo (temporada 3) - Andy Kindler como él mismo (temporada 3) - Steph Tolev como ella misma (temporada 3) - Patton Oswalt como él mismo (temporada 3) - Christopher Lloyd como Larry Arbuckle (temporada 3) - Carol Burnett como ella misma (temporada 4) - Randy Newman como él mismo (temporada 4) - Kristen Bell como ella misma (temporada 4) - Jimmy Kimmel como él mismo (temporada 4) - Julianne Nicholson como Mary Alice a.k.a. Dance Mom (temporada 4) - Antoni Porowski como él mismo (temporada 4) - Bresha Webb como Cece Heaumeaux (temporada 4) - Eric Balfour como Ethan Sommers (temporada 4) |

## Temporadas
| Temporada | Temporada | Episodios | Episodios | Emisión original    | Emisión original    |
| Temporada | Temporada | Episodios | Episodios | Primera emisión     | Última emisión      |
| --------- | --------- | --------- | --------- | ------------------- | ------------------- |
|           | 1         | 10        | 10        | 13 de mayo de 2021  | 10 de junio de 2021 |
|           | 2         | 8         | 8         | 12 de mayo de 2022  | 2 de junio de 2022  |
|           | 3         | 9         | 9         | 2 de mayo de 2024   | 30 de mayo de 2024  |
|           | 4         | 10        | 10        | 10 de abril de 2025 | 29 de mayo de 2025  |

### Temporada 1 (2021)
| N.º en serie | N.º en temp. | Título                                 | Dirigido por    | Escrito por                                 | Fecha de emisión original |
| ------------ | ------------ | -------------------------------------- | --------------- | ------------------------------------------- | ------------------------- |
| 1            | 1            | «There Is No Line» «No hay línea roja» | Lucia Aniello   | Lucia Aniello & Paul W. Downs & Jen Statsky | 13 de mayo de 2021        |
| 2            | 2            | «Primm»                                | Lucia Aniello   | Paul W. Downs                               | 13 de mayo de 2021        |
| 3            | 3            | «A Gig's a Gig» «Un bolo es un bolo»   | Lucia Aniello   | Lucia Aniello                               | 20 de mayo de 2021        |
| 4            | 4            | «D'Jewelry» «D'Joyería»                | Desiree Akhavan | Joanna Calo                                 | 20 de mayo de 2021        |
| 5            | 5            | «Falling» «La caída»                   | Paul W. Downs   | Andrew Law                                  | 27 de mayo de 2021        |
| 6            | 6            | «New Eyes» «Ojos nuevos»               | Lucia Aniello   | Lucia Aniello & Paul W. Downs & Jen Statsky | 27 de mayo de 2021        |
| 7            | 7            | «Tunnel of Love» «El túnel del amor»   | Desiree Akhavan | Katherine Kearns                            | 3 de junio de 2021        |
| 8            | 8            | «1.69 Million» «1.69 millones»         | Paul W. Downs   | Pat Regan                                   | 3 de junio de 2021        |
| 9            | 9            | «Interview» «La entrevista»            | Lucia Aniello   | Samantha Riley                              | 10 de junio de 2021       |
| 10           | 10           | «I Think She Will» «Creo que lo hará»  | Lucia Aniello   | Ariel Karlin & Jen Statsky                  | 10 de junio de 2021       |

### Temporada 2 (2022)
| N.º en serie | N.º en temp. | Título                                         | Dirigido por    | Escrito por                                 | Fecha de emisión original |
| ------------ | ------------ | ---------------------------------------------- | --------------- | ------------------------------------------- | ------------------------- |
| 11           | 1            | «There Will Be Blood» «Correrá la sangre»      | Lucia Aniello   | Lucia Aniello & Paul W. Downs & Jen Statsky | 12 de mayo de 2022        |
| 12           | 2            | «Quid Pro Quo» «Quid pro quo»                  | Lucia Aniello   | Lucia Aniello & Paul W. Downs & Jen Statsky | 12 de mayo de 2022        |
| 13           | 3            | «Trust the Process» «Confía en el proceso»     | Lucia Aniello   | Lucia Aniello & Paul W. Downs & Jen Statsky | 19 de mayo de 2022        |
| 14           | 4            | «The Captain's Wife» «La mujer de la capitana» | Lucia Aniello   | Ariel Karlin & Pat Regan                    | 19 de mayo de 2022        |
| 15           | 5            | «Retired» «Retirada»                           | Paul W. Downs   | Andrew Law                                  | 26 de mayo de 2022        |
| 16           | 6            | «Surf & Turf» «El Click»                       | Paul W. Downs   | Aisha Muharrar & Joe Mande                  | 26 de mayo de 2022        |
| 17           | 7            | «On the Market» «A la venta»                   | Lucia Aniello   | Samantha Riley                              | 2 de junio de 2022        |
| 18           | 8            | «The One & The Only» «La única e inimitable»   | Trent O'Donnell | Lucia Aniello & Paul W. Downs & Jen Statsky | 2 de junio de 2022        |

### Temporada 3 (2024)
| N.º en serie | N.º en temp. | Título                                    | Dirigido por     | Escrito por                                                  | Fecha de emisión original |
| ------------ | ------------ | ----------------------------------------- | ---------------- | ------------------------------------------------------------ | ------------------------- |
| 19           | 1            | «Just For Laughs»                         | Lucia Aniello    | Lucia Aniello & Paul W. Downs & Jen Statsky                  | 2 de mayo de 2024         |
| 20           | 2            | «Better Late»                             | Lucia Aniello    | Andrew Law                                                   | 2 de mayo de 2024         |
| 21           | 3            | «The Roast of Deborah Vance»              | Jeff Rosenberg   | Joe Mande                                                    | 9 de mayo de 2024         |
| 22           | 4            | «Join the Club»                           | Jessica Brunetto | Guy Branum                                                   | 9 de mayo de 2024         |
| 23           | 5            | «One Day»                                 | Lucia Aniello    | Carol Leifer & Carolyn Lipka                                 | 16 de mayo de 2024        |
| 24           | 6            | «Power Play»                              | Paul W. Downs    | Ariel Karlin                                                 | 16 de mayo de 2024        |
| 25           | 7            | «The Deborah Vance Christmas Spectacular» | Lucia Aniello    | Pat Regan                                                    | 23 de mayo de 2024        |
| 26           | 8            | «Yes, And»                                | Paul W. Downs    | Samantha Riley & Lucia Aniello & Jen Statsky & Paul W. Downs | 23 de mayo de 2024        |
| 27           | 9            | «Bulletproof»                             | Lucia Aniello    | Lucia Aniello & Paul W. Downs & Jen Statsky                  | 30 de mayo de 2024        |

### Temporada 4 (2025)
| N.º en serie | N.º en temp. | Título                                             | Dirigido por    | Escrito por                                 | Fecha de emisión original |
| ------------ | ------------ | -------------------------------------------------- | --------------- | ------------------------------------------- | ------------------------- |
| 28           | 1            | «Big, Brave Girl» «Chica madura y valiente»        | Lucia Aniello   | Lucia Aniello & Paul W. Downs & Jen Statsky | 10 de abril de 2025       |
| 29           | 2            | «Cover Girls» «Chicas de portada»                  | Lucia Aniello   | Samantha Riley                              | 10 de abril de 2025       |
| 30           | 3            | «What Happens in Vegas» «Lo que pasa en Las Vegas» | Lucia Aniello   | Ariel Karlin                                | 17 de abril de 2025       |
| 31           | 4            | «I Love L.A.» «Me encanta Los Ángeles»             | Paul W. Downs   | Pat Regan                                   | 24 de abril de 2025       |
| 32           | 5            | «Clicktable Face» «Cara cliqueable»                | Paul W. Downs   | Aisha Muharrar                              | 1 de mayo de 2025         |
| 33           | 6            | «Mrs. Table» «Sra. Mesa»                           | Paul W. Downs   | Carolyn Lipka                               | 8 de mayo de 2025         |
| 34           | 7            | «D’Christening» «D'Bautizo»                        | Doron Max Hagay | Joe Mande                                   | 15 de mayo de 2025        |
| 35           | 8            | «Witch of the Week» «Bruja de la semana»           | Lucia Aniello   | Andrew Law                                  | 15 de mayo de 2025        |
| 36           | 9            | «A Slippery Slope» «Una pendiente resbaladiza»     | Lucia Aniello   | Lucia Aniello & Paul W. Downs & Jen Statsky | 22 de mayo de 2025        |
| 37           | 10           | «Heaven» «Cielo»                                   | Lucia Aniello   | Lucia Aniello & Paul W. Downs & Jen Statsky | 29 de mayo de 2025        |

## Producción
En mayo de 2020, HBO Max anunció que había elegido la serie y que Jean Smart la protagonizaría. Se anunció un casting adicional en febrero de 2021. Debido a la pandemia de COVID-19, los actores realizaron lecturas de mesa por Zoom, no hubo fiestas de elenco durante la producción, y las estrellas Clemons-Hopkins y Smart ni siquiera se conocieron en persona hasta minutos antes de que comenzara el rodaje.
En junio de 2021, HBO Max renovó la serie para una segunda temporada. En junio de 2022, HBO Max renovó la serie para una tercera temporada. En septiembre de 2022, los showrunners revelaron que se produciría un salto en el tiempo entre la segunda y la tercera temporada. La producción de la tercera temporada comenzó en noviembre de 2022 y se detuvo a fines de febrero de 2023 durante algunas semanas antes de reanudarse en marzo debido a que Jean Smart se recuperó de una "intervención médica cardíaca exitosa". La producción se paralizó en mayo de 2023 debido a la huelga del Sindicato de Guionistas de Estados Unidos de 2023.
A principios de 2024, se reveló que la tercera temporada tenía previsto su estreno para mayo de 2024. En febrero del mismo año, se anunció que los actores Megan Stalter y Paul W. Downs pasaría a tener papeles protagónicos en la tercera temporada. A finales de febrero y principios de marzo, fueron anunciados a Helen Hunt, Christina Hendricks, Christopher Lloyd, Dan Bucatinsky, George Wallace, Tony Goldwyn y Aristotle Athari, como estrellas invitadas en la tercera temporada.

## Estreno
Hacks se estrenó el 13 de mayo de 2021 con un lanzamiento de dos episodios. Se lanzaron dos episodios semanalmente hasta el 10 de junio de 2021, por el resto de la primera temporada de diez episodios.

## Recepción
| Temporada | Temporada | Rotten Tomatoes    | Metacritic       |
| --------- | --------- | ------------------ | ---------------- |
|           | 1         | 100% (74 críticas) | 82 (24 críticas) |
|           | 2         | 100% (54 críticas) | 88 (24 críticas) |
|           | 3         | 98% (48 críticas)  | 90 (22 críticas) |
|           | 4         | 97% (36 críticas)  | 89 (14 críticas) |

### Respuesta crítica
Para la serie, Rotten Tomatoes informó una calificación de aprobación del 100% basada en 41 críticas, con una calificación promedio de 8.54 / 10. El consenso de los críticos del sitio web afirma: "Un debut espinoso que tira pocos golpes, Hacks equilibra hábilmente sus críticas agudas del mundo de la comedia con momentos más íntimos, al tiempo que le da a la incomparable Jean Smart un papel digno de su talento, y una excelente compañera en Hannah Einbinder". Metacritic calculó un puntaje promedio ponderado de 82 sobre 100 basado en 20 críticos, lo que indica "aclamación universal".

### Premios y nominaciones
| Año  | Premio                                                | Categoría                                                                         | Nominado(s) | Resultado | Ref(s)               |
| ---- | ----------------------------------------------------- | --------------------------------------------------------------------------------- | --- | --------- | -------------------- |
| 2021 | Hollywood Critics Association TV Awards               | Mejor serie de streaming, comedia                                                 | Hacks | Nominado  | [ 31 ]               |
| 2021 | Hollywood Critics Association TV Awards               | Mejor actriz en una serie de streaming, comedia                                   | Jean Smart | Ganadora  | [ 31 ]               |
| 2021 | Hollywood Critics Association TV Awards               | Mejor actriz de reparto en una serie de streaming, comedia                        | Hannah Einbinder | Ganadora  | [ 31 ]               |
| 2021 | Hollywood Critics Association TV Awards               | Mejor actriz de reparto en una serie de streaming, comedia                        | Kaitlin Olson | Nominada  | [ 31 ]               |
| 2021 | Premios Primetime Emmy                                | Mejor serie de comedia                                                            | Hacks | Nominado  | [ 32 ]               |
| 2021 | Premios Primetime Emmy                                | Mejor actriz principal en una serie de comedia                                    | Jean Smart (por "1.69 Million") | Ganadora  | [ 32 ]               |
| 2021 | Premios Primetime Emmy                                | Mejor actor de reparto en una serie de comedia                                    | Carl Clemons-Hopkins (por "New Eyes") | Nominado  | [ 32 ]               |
| 2021 | Premios Primetime Emmy                                | Mejor actriz de reparto en una serie de comedia                                   | Hannah Einbinder (por "I Think She Will") | Nominada  | [ 32 ]               |
| 2021 | Premios Primetime Emmy                                | Mejor dirección para una serie de comedia                                         | Lucia Aniello (por "There Is No Line") | Ganadora  | [ 32 ]               |
| 2021 | Premios Primetime Emmy                                | Mejor guion para una serie de comedia                                             | Lucia Aniello, Paul W. Downs y Jen Statsky (por "There Is No Line") | Ganadores | [ 32 ]               |
| 2021 | Premios Emmy Primetime Creative Arts                  | Mejor actriz invitada en una serie de comedia                                     | Jane Adams (por "I Think She Will") | Nominada  | [ 32 ]               |
| 2021 | Premios Emmy Primetime Creative Arts                  | Mejor reparto para una serie de comedia                                           | Jeanne McCarthy y Nicole Abellera Hallman | Nominados | [ 32 ]               |
| 2021 | Premios Emmy Primetime Creative Arts                  | Mejor cinematografía para una serie de una sola cámara (media hora)               | Adam Bricker (por "Primm") | Nominado  | [ 32 ]               |
| 2021 | Premios Emmy Primetime Creative Arts                  | Mejor vestuario contemporáneo                                                     | Kathleen Felix-Hager y Karen Bellamy (por "There Is No Line") | Nominados | [ 32 ]               |
| 2021 | Premios Emmy Primetime Creative Arts                  | Mejor edición de imágenes con una sola cámara para una serie de comedia           | Susan Vaill (por "Primm") | Nominada  | [ 32 ]               |
| 2021 | Premios Emmy Primetime Creative Arts                  | Mejor edición de imágenes con una sola cámara para una serie de comedia           | Jessica Brunetto (por "There Is No Line") | Nominada  | [ 32 ]               |
| 2021 | Premios Emmy Primetime Creative Arts                  | Mejor edición de imágenes con una sola cámara para una serie de comedia           | Ali Greer (por "Tunnel of Love") | Nominada  | [ 32 ]               |
| 2021 | Premios Emmy Primetime Creative Arts                  | Mejor diseño de producción para un programa narrativo (media hora)                | Jon Carlos, James Bolenbaugh y Ellen Reede Dorros (por "Primm") | Nominados | [ 32 ]               |
| 2021 | Premios Emmy Primetime Creative Arts                  | Mejor mezcla de sonido para una serie de comedia o drama (media hora) y animación | John W. Cook II, Ben Wilkins y Jim Lakin (por "Falling") | Nominados | [ 32 ]               |
| 2021 | Premios TCA                                           | Programa del año                                                                  | Hacks | Nominado  | [ 33 ]               |
| 2021 | Premios TCA                                           | Mejor comedia                                                                     | Hacks | Nominado  | [ 33 ]               |
| 2021 | Premios TCA                                           | Mejor programa nuevo                                                              | Hacks | Nominado  | [ 33 ]               |
| 2021 | Premios TCA                                           | Logro individual en comedia                                                       | Jean Smart | Ganadora  | [ 33 ]               |
| 2022 | Premios Globo de Oro                                  | Mejor serie - Comedia o musical                                                   | Hacks | Ganadora  | [ 34 ]               |
| 2022 | Premios Globo de Oro                                  | Mejor actriz de serie de televisión - Comedia o musical                           | Jean Smart | Ganadora  | [ 34 ]               |
| 2022 | Premios Globo de Oro                                  | Mejor actriz de serie de televisión - Comedia o musical                           | Hannah Einbinder | Nominada  | [ 34 ]               |
| 2022 | Premios del Sindicato de Actores                      | Mejor reparto de televisión - Comedia                                             | Hacks | Nominada  | [ 35 ]               |
| 2022 | Premios del Sindicato de Actores                      | Mejor actriz de televisión - Comedia                                              | Jean Smart | Ganadora  | [ 35 ]               |
| 2022 | Premios de la Crítica Televisiva                      | Mejor serie de comedia                                                            | Hacks | Nominada  | [ 36 ]               |
| 2022 | Premios de la Crítica Televisiva                      | Mejor actriz en serie de comedia                                                  | Jean Smart | Ganadora  | [ 36 ]               |
| 2022 | Premios de la Crítica Televisiva                      | Mejor actriz de reparto en serie de comedia                                       | Hannah Einbinder | Nominada  | [ 36 ]               |
| 2022 | Premios del Sindicato de Guionistas de Estados Unidos | Serie de comedia                                                                  | Lucia Aniello, Joanna Calo, Jessica Chaffin, Paul W. Downs, Cole Escola, Janis E. Hirsch, Ariel Karlin, Katherine Kearns, Andrew Law, Joe Mande, Pat Regan, Samantha Riley, Michael Schur, Jen Statsky | Ganadora  | [ 37 ]               |
| 2022 | Premios del Sindicato de Guionistas de Estados Unidos | Nueva serie                                                                       | Lucia Aniello, Joanna Calo, Jessica Chaffin, Paul W. Downs, Cole Escola, Janis E. Hirsch, Ariel Karlin, Katherine Kearns, Andrew Law, Joe Mande, Pat Regan, Samantha Riley, Michael Schur, Jen Statsky | Ganadora  | [ 37 ]               |
| 2022 | Premios del Sindicato de Directores de Estados Unidos | Mejor dirección de televisión - Comedia                                           | Lucia Aniello (por "There Is No Line") | Ganadora  | [ 38 ]               |
| 2022 | Premios TCA                                           | Programa del año                                                                  | Hacks | Nominada  | [ 39 ]               |
| 2022 | Premios TCA                                           | Mejor comedia                                                                     | Hacks | Nominada  | [ 39 ]               |
| 2022 | Premios TCA                                           | Logro individual en comedia                                                       | Jean Smart | Nominada  | [ 39 ]               |
| 2022 | Premios Primetime Emmy                                | Mejor serie de comedia                                                            | Hacks | Nominado  | [ 40 ] [ 41 ]        |
| 2022 | Premios Primetime Emmy                                | Mejor actriz principal en una serie de comedia                                    | Jean Smart | Ganadora  | [ 40 ] [ 41 ]        |
| 2022 | Premios Primetime Emmy                                | Mejor actriz de reparto en una serie de comedia                                   | Hannah Einbinder | Nominada  | [ 40 ] [ 41 ]        |
| 2022 | Premios Primetime Emmy                                | Mejor dirección para una serie de comedia                                         | Lucia Aniello (por "There Will Be Blood") | Nominada  | [ 40 ] [ 41 ]        |
| 2022 | Premios Primetime Emmy                                | Mejor guion para una serie de comedia                                             | Lucia Aniello, Paul W. Downs y Jen Statsky (por "The One, the Only") | Nominada  | [ 40 ] [ 41 ]        |
| 2022 | Premios Emmy Primetime Creative Arts                  | Mejor actriz invitada en una serie de comedia                                     | Jane Adams (por "The Click") | Nominada  | [ 40 ] [ 41 ]        |
| 2022 | Premios Emmy Primetime Creative Arts                  | Mejor actriz invitada en una serie de comedia                                     | Harriet Sansom Harris (por "Retired") | Nominada  | [ 40 ] [ 41 ]        |
| 2022 | Premios Emmy Primetime Creative Arts                  | Mejor actriz invitada en una serie de comedia                                     | Laurie Metcalf (por "Trust the Process") | Ganadora  | [ 40 ] [ 41 ]        |
| 2022 | Premios Emmy Primetime Creative Arts                  | Mejor actriz invitada en una serie de comedia                                     | Kaitlin Olson (por "There Will Be Blood") | Nominada  | [ 40 ] [ 41 ]        |
| 2022 | Premios Emmy Primetime Creative Arts                  | Mejor actor invitado en una serie de comedia                                      | Christopher McDonald (por "The One, The Only") | Nominado  | [ 40 ] [ 41 ]        |
| 2022 | Premios Emmy Primetime Creative Arts                  | Mejor reparto para una serie de comedia                                           | Jeanne McCarthy y Nicole Abellera Hallman | Nominada  | [ 40 ] [ 41 ]        |
| 2022 | Premios Emmy Primetime Creative Arts                  | Mejor cinematografía para una serie de una sola cámara (media hora)               | Adam Bricker (por "The Click") | Nominado  | [ 40 ] [ 41 ]        |
| 2022 | Premios Emmy Primetime Creative Arts                  | Mejor vestuario contemporáneo                                                     | Kathleen Felix-Hager y Karen Bellamy (por "The Captain's Wife") | Ganadora  | [ 40 ] [ 41 ]        |
| 2022 | Premios Emmy Primetime Creative Arts                  | Mejor diseño de producción para un programa narrativo (media hora)                | Alec Contestabile, Rob Tokarz y Jennifer Lukehart (por "Trust the Process") | Nominado  | [ 40 ] [ 41 ]        |
| 2022 | Premios Emmy Primetime Creative Arts                  | Mejor mezcla de sonido para una serie de comedia o drama (media hora) y animación | John W. Cook II, Ben Wilkins y Jim Lakin (por "The Captain's Wife") | Nominado  | [ 40 ] [ 41 ]        |
| 2023 | Premios Globo de Oro                                  | Mejor serie - Comedia o musical                                                   | Hacks | Nominada  | [ 42 ]               |
| 2023 | Premios Globo de Oro                                  | Mejor actriz de serie de televisión - Comedia o musical                           | Jean Smart | Nominada  | [ 42 ]               |
| 2023 | Premios Globo de Oro                                  | Mejor actriz de serie de televisión - Comedia o musical                           | Hannah Einbinder | Nominada  | [ 42 ]               |
| 2023 | Premios de la Crítica Televisiva                      | Mejor serie de comedia                                                            | Hacks | Nominada  | [ 43 ]               |
| 2023 | Premios de la Crítica Televisiva                      | Mejor actriz en serie de comedia                                                  | Jean Smart | Ganadora  | [ 43 ]               |
| 2023 | Premios Artios                                        | Mejor casting para una serie de comedia                                           | Jeanne McCarthy, Nicole Abellera Hallman y Anna Mayworm | Nominada  | [ 44 ]               |
| 2023 | Premios del Gremio de Diseñadores de Vestuario        | `Premio al mejor vestuario contemporáneo en televisión                            | Kathleen Felix-Hager (por "The Captain's Wife") | Nominado  | [ 45 ]               |
| 2023 | Premios del Sindicato de maquilladores y peluqueros   | Mejor maquillaje contemporáneo para una serie de televisión                       | Bridget O'Neill | Nominada  | [ 46 ]               |
| 2023 | Premios del Sindicato de Productores de América       | Mejor episodio de comedia                                                         | Hacks | Nominada  | [ 47 ]               |
| 2023 | Premios del Sindicato de Actores                      | Mejor reparto de televisión - Comedia                                             | Hacks | Nominada  | [ 48 ]               |
| 2023 | Premios del Sindicato de Actores                      | Mejor actriz de televisión - Comedia                                              | Jean Smart | Ganadora  | [ 48 ]               |
| 2023 | Premios GLAAD                                         | Mejor serie de comedia                                                            | Hacks | Nominada  | [ 49 ]               |
| 2024 | Premios TCA                                           | Programa del año                                                                  | Hacks | Nominado  | [ 50 ]               |
| 2024 | Premios TCA                                           | Mejor comedia                                                                     | Hacks | Ganadora  | [ 50 ]               |
| 2024 | Premios TCA                                           | Logro individual en comedia                                                       | Jean Smart | Ganadora  | [ 50 ]               |
| 2024 | Premios Primetime Emmy                                | Mejor serie de comedia                                                            | Hacks | Ganadora  | [ 51 ] [ 52 ] [ 53 ] |
| 2024 | Premios Primetime Emmy                                | Mejor actriz principal en una serie de comedia                                    | Jean Smart | Ganadora  | [ 51 ] [ 52 ] [ 53 ] |
| 2024 | Premios Primetime Emmy                                | Mejor actriz de reparto en una serie de comedia                                   | Hannah Einbinder | Nominada  | [ 51 ] [ 52 ] [ 53 ] |
| 2024 | Premios Primetime Emmy                                | Mejor actor de reparto en una serie de comedia                                    | Paul W. Downs | Nominado  | [ 51 ] [ 52 ] [ 53 ] |
| 2024 | Premios Primetime Emmy                                | Mejor dirección para una serie de comedia                                         | Lucia Aniello (por "Bulletproof") | Nominada  | [ 51 ] [ 52 ] [ 53 ] |
| 2024 | Premios Primetime Emmy                                | Mejor guion para una serie de comedia                                             | Lucia Aniello, Paul W. Downs y Jen Statsky (por "Bulletproof") | Ganador   | [ 51 ] [ 52 ] [ 53 ] |
| 2024 | Premios Emmy Primetime Creative Arts                  | Mejor actriz invitada en una serie de comedia                                     | Kaitlin Olson (por "The Roast of Deborah Vance") | Nominado  | [ 51 ] [ 52 ] [ 53 ] |
| 2024 | Premios Emmy Primetime Creative Arts                  | Mejor actor invitado en una serie de comedia                                      | Christopher Lloyd (por "The Deborah Vance Christmas Spectacular") | Nominado  | [ 51 ] [ 52 ] [ 53 ] |
| 2024 | Premios Emmy Primetime Creative Arts                  | Mejor reparto para una serie de comedia                                           | Jeanne McCarthy y Nicole Abellera Hallman | Nominado  | [ 51 ] [ 52 ] [ 53 ] |
| 2024 | Premios Emmy Primetime Creative Arts                  | Mejor cinematografía para una serie de una sola cámara (media hora)               | Adam Bricker (por "Just for Laughs") | Nominado  | [ 51 ] [ 52 ] [ 53 ] |
| 2024 | Premios Emmy Primetime Creative Arts                  | Mejor vestuario contemporáneo                                                     | Kathleen Felix-Hager y Karen Bellamy (por "Just for Laughs") | Nominado  | [ 51 ] [ 52 ] [ 53 ] |
| 2024 | Premios Emmy Primetime Creative Arts                  | Mejor diseño de peluquería contemporáneo                                          | Jennifer Bell (por "Yes, And") | Nominado  | [ 51 ] [ 52 ] [ 53 ] |
| 2024 | Premios Emmy Primetime Creative Arts                  | Mejor diseño de maquillaje contemporáneo (no protésico)                           | Keith Sayer (por "Yes, And") | Nominado  | [ 51 ] [ 52 ] [ 53 ] |
| 2024 | Premios Emmy Primetime Creative Arts                  | Mejor montaje de una Single-Camera para una serie de comedia                      | Jessica Brunetto (por "The Deborah Vance Christmas Spectacular") | Nominado  | [ 51 ] [ 52 ] [ 53 ] |
| 2024 | Premios Emmy Primetime Creative Arts                  | Mejor diseño de producción para un programa narrativo (media hora)                | Alec Contestabile, Rob Tokarz y Jennifer Lukehart (por "Yes, And") | Nominado  | [ 51 ] [ 52 ] [ 53 ] |
| 2024 | Premios Emmy Primetime Creative Arts                  | Mejor mezcla de sonido para una serie de comedia o drama (media hora) y animación | John W. Cook II, Ben Wilkins y Jim Lakin (por "Just for Laughs") | Nominado  | [ 51 ] [ 52 ] [ 53 ] |
| 2025 | Premios Globo de Oro                                  | Mejor serie - Comedia o musical                                                   | Hacks | Ganadora  | [ 54 ]               |
| 2025 | Premios Globo de Oro                                  | Mejor actriz de serie de televisión - Comedia o musical                           | Jean Smart | Ganadora  | [ 54 ]               |
| 2025 | Premios Globo de Oro                                  | Mejor actriz de serie de televisión - Comedia o musical                           | Hannah Einbinder | Nominada  | [ 54 ]               |
| 2025 | Premios de la Crítica Televisiva                      | Mejor serie de comedia                                                            | Hacks | Ganadora  | [ 55 ]               |
| 2025 | Premios de la Crítica Televisiva                      | Mejor actriz de reparto en serie de comedia                                       | Hannah Einbinder | Ganadora  | [ 55 ]               |
| 2025 | Premios de la Crítica Televisiva                      | Mejor actriz en serie de comedia                                                  | Jean Smart | Ganadora  | [ 55 ]               |
| 2025 | Premios de la Crítica Televisiva                      | Mejor actor de reparto en serie de comedia                                        | Paul W Downs | Nominado  | [ 55 ]               |
| 2025 | American Society of Cinematographers Awards           | Logro en fotografía en un episodio de media hora                                  | Adam Bricker (por "Just for Laughs") | Nominado  | [ 56 ]               |
| 2025 | Premios del Sindicato de Productores de América       | Mejor episodio de comedia                                                         | Hacks | Ganadora  |                      |
| 2025 | Premios del Sindicato de Actores                      | Mejor reparto de televisión - Comedia                                             | Hacks | Nominada  | [ 57 ]               |
| 2025 | Premios del Sindicato de Actores                      | Mejor actriz de televisión - Comedia                                              | Jean Smart | Ganadora  | [ 57 ]               |